# Obra de referência
Obras de referência ou obras de consulta são compilações de informações sobre determinado tema. Podem ser específicas, como compêndios temáticos e de profissões, ou gerais, como dicionários e enciclopédias. 
Normalmente possuem apenas as informações consideradas fundamentais para o entendimento dos verbetes. Têm como objetivo serem apanhados imparciais do conhecimento contemporâneo à sua produção. Por isso, seu conteúdo é escrito de forma impessoal e normalmente não há assinatura do autor de cada entrada. Organizadas por editores e escritores, tendem a uma certa homogeneidade na profundidade e formatação dos textos. 
A Wikipédia, nestes pontos, apresenta algumas diferenças permitindo que se verifique com maior precisão a autoria e a  credibilidade das informações, assim como a profundidade dos textos é diferente, dependendo da disponibilidade de algum contribuidor.